# 格蘭特鎮區 (堪薩斯州道格拉斯縣)
格蘭特鎮區（英語：Grant Township）為美國堪薩斯州道格拉斯縣轄下的鎮區。2010年美国人口普查中此鎮區人口有371人。

## 地理
格蘭特鎮區涵蓋總面積為42.6平方（16.43平方英里），其中陸地面積為41.8平方（16.12平方英里），水域面積為0.80平方（0.31平方英里）或1.89%。海拔高度253（830英尺）。

## 人口統計
根據2010年美國人口普查，格蘭特鎮區人口有371人，其中男性有196人，女性有175人，人口密度為每平方公里8.72人，住房計163戶。鎮區內的白人有345人，非裔美國人有9人，美洲原住民有5人，亞裔美國人有1人，太平洋島裔美國人有0人，其他種族有2人，混血種族則有9人。此外鎮區內有14人為西班牙裔或拉丁裔美國人。此鎮區之年齡中位數為48.1歲，而男性年齡中位數為46.0歲，女性年齡中位數為48.9歲。

## 交通

### 主要公路
- 70號州際公路
- 40號美國國道
- 59號美國國道
- 32號堪薩斯州州道